# Oued Ed-Dahab-Lagouira
Oued Ed-Dahab-Lagouira foi uma região de Marrocos, vigente entre 1997 e 2015. Sua capital era a cidade de Dakhla (antiga Vila Cisneros). Esta região encontra-se no disputado território de Saara Ocidental, onde a maioria dos países não reconhece a soberania nem de Marrocos nem da República Árabe Saaraui Democrática.

## Geografia
Com uma área de 142.865 km² (20% da área do território nacional), e uma população excedendo os 100.000 habitantes.

### Divisão administrativa
A região é composta de duas províncias com 13 municípios, incluindo 2 urbanos.
A província de Oued Ed-Dahab (núcleo urbano: Dakhla) e a província de Aousserd (núcleo urbano: Birgandouz).

### Clima
A precipitação média anual é de 13 a 30 mm, e com uma temperatura média anual de 22 °C, com a umidade média anual variando entre os 56% e 82%.

## História atual
A Frente Polisário pede um referendo de autodeterminação para que a população local, assim como os refugiados atualmente exilados no sudoeste da Argélia, na província de Tindouf, possam decidir a respeito do futuro da região como parte do Marrocos ou como estado independente, junto com o resto dos territórios que fazem parte da RASD.
Em 1987, uma missão da ONU visitou a região para averiguar a possibilidade da realização de um referendo sobre o futuro do território. Uma iniciativa difícil, dado que grande parte da população é nómada. Marrocos e a Frente Polisário selam um cessar-fogo desde 1988. Um plebiscito foi marcado para 1992, mas não aconteceu devido não haver um acordo sobre quem tem direito a votar:
- Marrocos quer que seja toda a população residente no Saara Ocidental, mas
- A Frente Polisário só aceita que sejam os habitantes contados no censo de 1974. Isso impediria o voto dos marroquinos emigrados para a região em disputa depois de 1974.

Até 2020 foi impossível realizar o referendo.